# Шуази-ле-Руа
Шуази́-ле-Руа́ (фр. Choisy-le-Roi [ʃwɑˈzi ləˈʁwɑ]) — коммуна на севере Франции в департаменте Валь-де-Марн, регион Иль-де-Франс. Административный центр кантона Шуази-ле-Руа, округ Кретей. На 2014 год население коммуны составляло 43 405 человек. Мэр города — Дидьё Гийом.

## Географическое положение
Шуази-ле-Руа находится в 10,7 км к юго-востоку от центра Парижа на обоих берегах Сены.
В городе находится железнодорожная станция RER C Шуази-ле-Руа, а также на пересечении коммун Кретей, Валентона и Шуази-ле-Руа расположена станция RER D Кретей-Помпадур.

## История

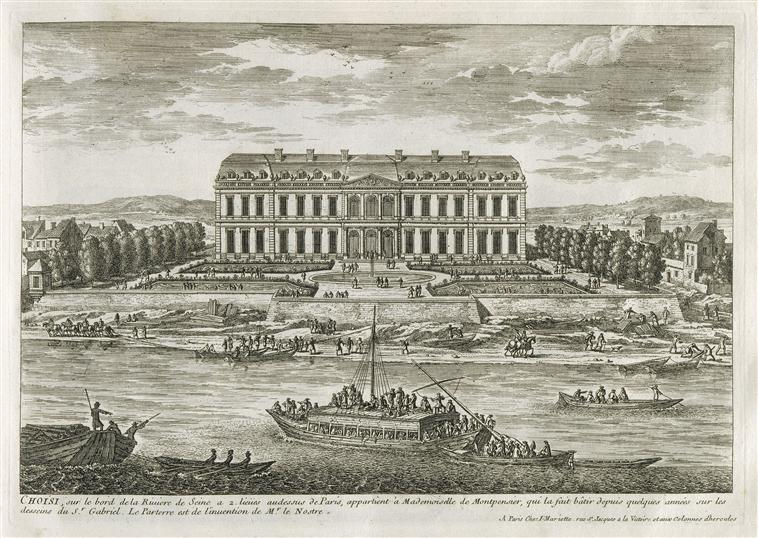
Замок Шуази в XVII веке

Шуази впервые упоминается как место сражения римской армии под командованием Лабиена с галльскими племенами в 52 году до н. э. Существуют археологические свидетельства поселений людей на территории, датируемые 3 тысячелетием до н. э. Название деревни произошло от слова sociusacum (означает villa de Soisus или Socius. Шуази упоминается в 1176 году как часть сеньории Тье, принадлежавшей аббатству Сен-Жермен-де-Пре. В 1207 году жители Шуази получили землю для строительства часовни, посвященной святому Николаю, приход был создан в 1224 году. В средние века Шуази был небольшой деревней рыбаков в несколько домов. В 1739 году, Людовик XV приобрел замок Шуази, построенный Анной де Монпансье в XVII веке, для того, чтобы охотиться в близлежащем лесу Сенар, и переименовал деревню в Шуази-ле-Руа.
В 1829 году между Шуази и Парижем появилось сообщение омнибусами, в 1892 году — проведена трамвайная линия. В 1840 году была построена железнодорожная линия. В начале двадцатого века Шуази-ле-Руа становится одним из главных промышленных центров к югу от Парижа.

## Население

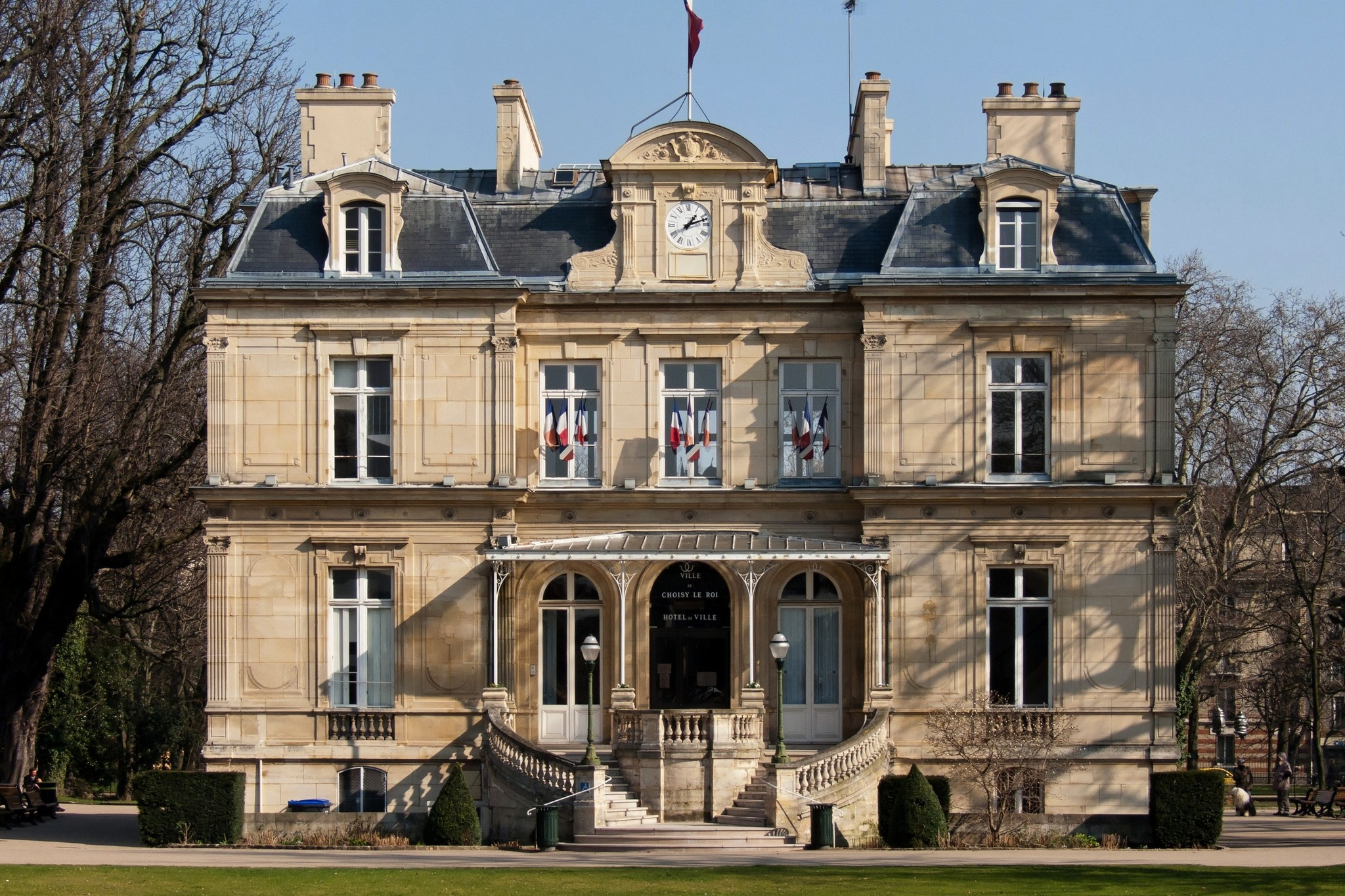
Бывшая мэрия Шуази-ле-Руа

Согласно переписи 2013 года население Шуази-ле-Руа составляло 43 405 человек (48,5 % мужчин и 51,5 % женщин), в коммуне было 17 850 домашних хозяйств, 10 820 семьи. Население коммуны по возрастному диапазону распределилось следующим образом: 21,3 % — жители младше 14 лет, 20,6 % — между 15 и 29 годами, 23,8 % — от 30 до 44 лет, 18,6 % — от 45 до 59 лет и 15,7 % — в возрасте 60 лет и старше.
Среди 17 850 домашнего хозяйства 60,6 % составляли семьи: 30,2 % — пары с детьми, 19,4 % — пары без детей, 11,1 % составляли семьи с одним родителем. Среди жителей старше 15 лет 40,7 % состояли в браке, 59,3 % — не состояли.
Среди населения старше 15 лет (29 389 человек) 34,5 % населения не имели образования или имели только начальное образование или закончили только колледж, 18,1 % — получили аттестат об окончании лицея или закончили полное среднее образование или среднее специальное образование, 18,1 % — закончили сокращённое высшее образование и 29,3 % — получили полное высшее образование.
В 2013 году из 28 801 человек трудоспособного возраста (от 15 до 64 лет) 22 436 были экономически активными, 6365 — неактивными (показатель активности 77,9 %, в 2008 году — 77,1 %). Из 22 436 активных трудоспособных жителей работали 19 047 человек (9836 мужчин и 9211 женщины), 3389 числились безработными (безработица — 9,8 %). Среди 6365 трудоспособных неактивных граждан 2793 были учениками либо студентами, 1354 — пенсионерами, а ещё 2218 — были неактивны в силу других причин. Распределение населения по сферам занятости (фр.) в коммуне: 6,5 % — ремесленники, торговцы, руководители предприятий, 17,5 % — работники интеллектуальной сферы, 28,8 % — работники социальной сферы (фр.), 26,7 % — государственные служащие, 20,5 % — рабочие. В 2013 году средний доход на жителя в месяц составлял 2101 €, в год — 25 216 €.